# Ayşe Sultan (1887–1960)

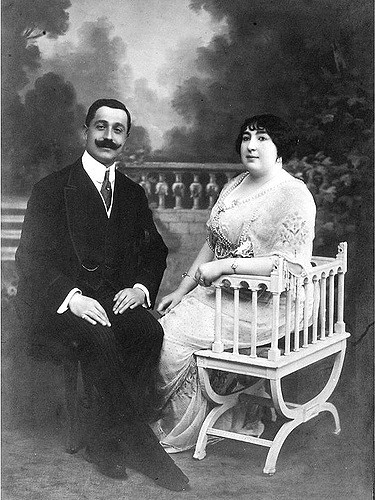
Ayşe Sultan mit ihrem Ehemann

Ayşe Sultan, auch Hamide Ayşe Sultan, (* 31. Oktober 1887 in Istanbul; † 10. August 1960 ebenda) war eine osmanische Prinzessin und Tochter von Sultan Abdülhamid II.

## Leben

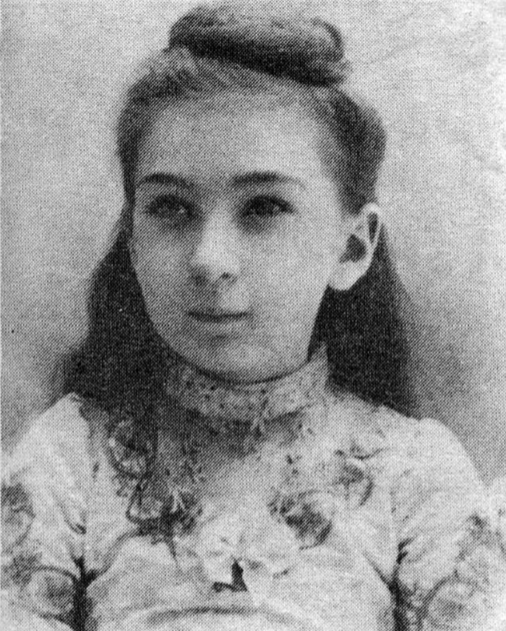
Ayşe Sultan (1899)

Ayşe Sultan wurde 1887 als Tochter des Sultans Abdülhamid II. und dessen Gemahlin Müşfika Kadın im Yıldız-Palast in Istanbul geboren. Sie wurde als zehntes Kind und sechste Tochter ihres Vaters geboren, war aber das einzige Kind der Mutter.
Ayşe Sultan wurde zusammen mit ihrer Schwester Şadiye Sultan im Yıldız-Palast erzogen. Ihre Lehrer und Erzieher waren die Privatsekretäre Hasib Efendi und Kâmil Efendi. Hasib Efendi lehrte den Koran, Arabisch und Persisch, während Kâmil Efendi Lesen und Schreiben, Grammatik, Arithmetik, Geschichte und Geographie unterrichtete. Ayşe nahm außerdem Klavierunterricht bei Hazinedar Dürrüyekta, die später Ehefrau von Ayşes ältestem Bruder Şehzade Mehmed Selim wurde. Dürrüyekta war selbst Schülerin von François Lombardi, der als Ausbilder des kaiserlichen Musikkorps eingestellt worden war und bei dem Ayşe auch einmal pro Woche Unterricht nahm.
Ayşe Sultan wurde 1908 im letzten Regierungsjahr ihres Vaters mit Ahmed Nami verlobt. Beim Sturz ihres Vaters im Jahr 1909 folgte die Prinzessin ihren Eltern ins Exil nach Thessaloniki. Doch schon im nächsten Jahr kehrte sie nach Istanbul zurück. Die Hochzeit fand im Juni 1910 im Dolmabahçe-Palast zusammen mit den Hochzeiten ihrer Schwestern Şadiye Sultan und Refia Sultan statt. Die Trauung wurde von Şeyhülislam Musa Kazım Efendi durchgeführt. Der Hochzeitsempfang fand zwei Monate später am 9. August 1910 im Bebek-Palast statt.
Das erste Kind des Paares, der Sohn Sultanzade Ömer Nami Bey, wurde am 4. November 1911 im Bebek-Palast geboren. Ihm folgte Aliye Namiye Hanımsultan (* 7. Februar 1913), die am 9. April 1913 im Alter von zwei Monaten starb. Vor dem Tod ihres Vaters ging Ayşe in die Schweiz, wo das dritte Kind des Paares, der Sohn Sultanzade Osman Nami Bey, am 13. Januar 1918 geboren wurde. Ayşe Sultan und ihr Mann ließen sich 1921 scheiden. Nach der Scheidung heiratete sie am 3. April 1921 Yarbay Mehmed Ali Bey im Nişantaşı-Palast. Das Paar bekam 1921 den Sohn Sultanzade Abdul Hamid Rauf Bey.
Nach Gründung der Republik Türkei verließen die Mitglieder der kaiserlichen Familie das Land. Ayşe ging mit ihrem Mann und den Kindern im März 1924 nach Paris, wo ihr Mann 1937 starb. Ayşes Mutter hingegen hatte sich dafür entschieden, in der Türkei zu bleiben, so dass sich die beiden 28 Jahre lang nicht sahen, bis die Prinzessin 1952 aus dem Exil zurückkehrte.
Ayşe Sultan starb 1960 im Alter von 72 Jahren im Serencebey Yokuşu in Istanbul und wurde im kaiserlichen Mausoleum im Yahya Efendi Derwischkonvent am Yıldız-Palast bestattet.

## Memoiren
Ayşe Sultan schrieb nach ihrer Rückkehr aus dem Exil 1955 in Istanbul ihre Memoiren. Für große Teile des Buches verließ sie sich auf die Erinnerung ihrer Mutter. Die beiden lebten nach der Rückkehr aus dem Exil zusammen. Das Werk erschien ursprünglich in den späten 1950er Jahren im seriellen Format in der türkischen Zeitschrift Hayat, gefolgt von seiner Veröffentlichung als Buch in Istanbul im Jahr 1960, kurz vor dem Tod der Prinzessin.
Bei der Veröffentlichung des Buches lag die Aufmerksamkeit der Öffentlichkeit vor allem auf den Erinnerungen der Prinzessin an ihren Vater. Als sie dies erkannte, änderte sie den Titel in Babam Sultan Abdülhamid (Mein Vater, Sultan Abdülhamid). Im Buch formulierte sie ihre persönliche Sicht auf Abdülhamid, dessen öffentliches Bild sie als verzerrt dargestellt sah.

## Auszeichnungen
- Iftikhar Sanayi Medal (Gold)[24] 1897[25]
- Hanedan-ı Âli-ı Osman[24]
- Mecidiye-Orden[24]
- Nişan-ı Şefkat, 1. Klasse[24]
- Liakat-Medaille (Gold)[24]
- Hicaz-Demiryolu-Medaille (Gold)[24]

## Rezeption
Im Film Abdülhamid Düşerken (2013) wurde Ayşe Sultan von der türkischen Schauspielerin Selin Demiratar verkörpert. In der Fernsehserie Kirli Oyunlar spielte Sıla Çetindağ die Prinzessin.